# Panga ya Saidi

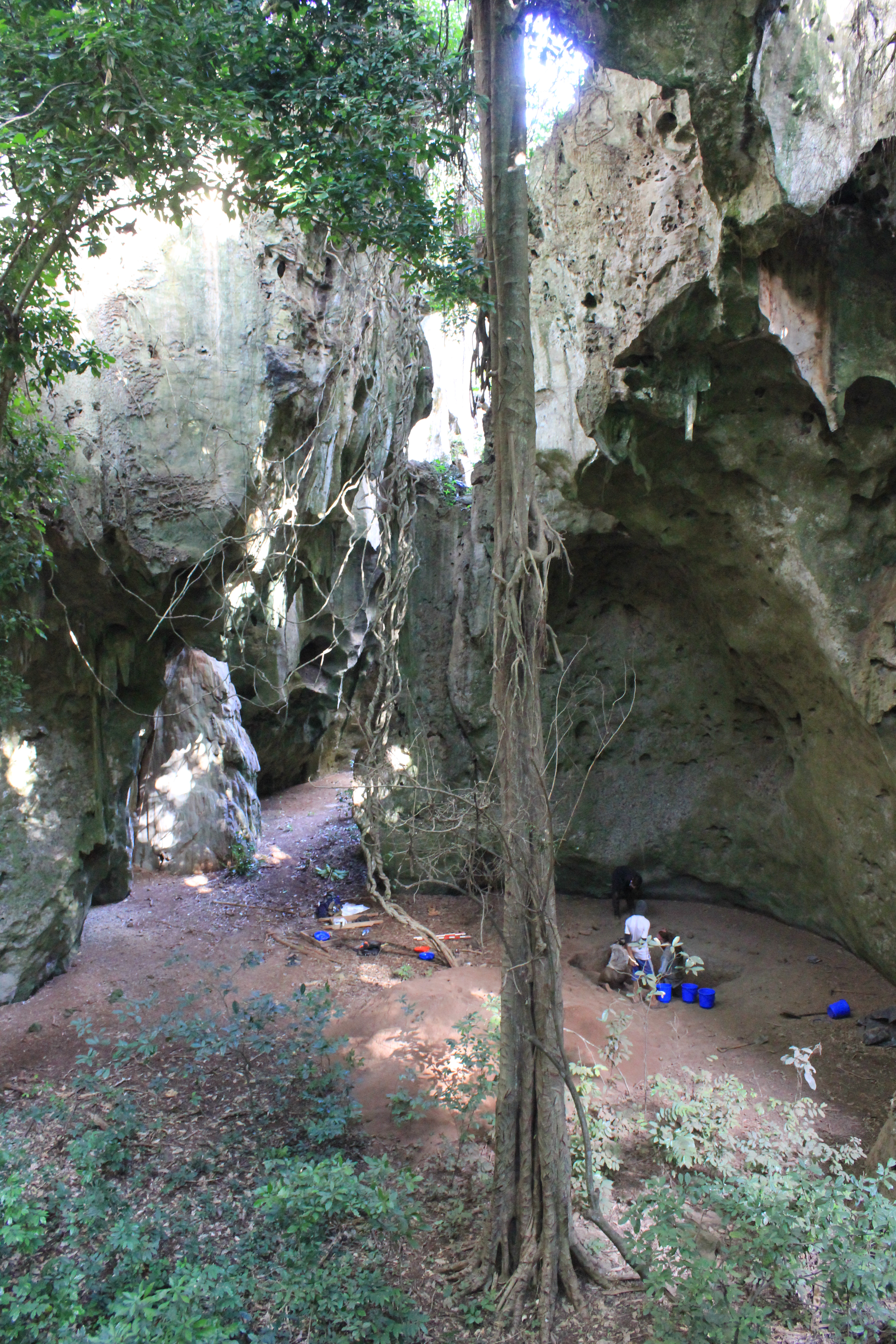
Panga ya Saidi, Ausgrabungen (2012)

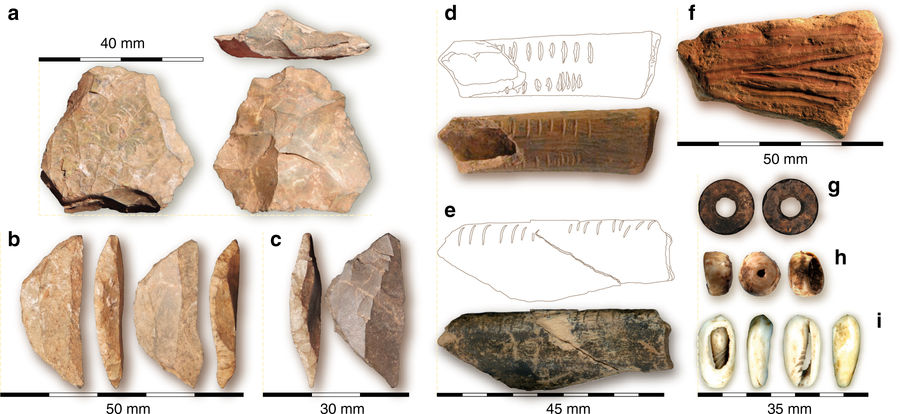
Artefakte aus der Höhle Panga ya Saidi: a, b, c: Steingerät. d, e: Ritzungen in Knochen. f: Ocker. g: Straußen-Perlen. h: Conus-Perlen. i: Schnecken-Gehäuse.

Panga ya Saidi ist eine archäologische Fundstätte  im Kilifi County in Kenia aus der Epoche des Übergangs vom Middle Stone Age zum Later Stone Age, wie diese Epochen in Ostafrika bezeichnet werden, also von der Mittleren zur Späteren Steinzeit. Es handelt sich um ein großes Kalkstein-Höhlensystem, dessen Decken teilweise eingestürzt sind. Die bislang erforschte, so genannte Hauptkammer hat eine Fläche von rund 100 Quadratmetern und liegt rund 15 Kilometer landeinwärts vom Indischen Ozean im Dzitsoni-Hochland des Zanzibar-Inhambane coastal forest mosaic in einer Höhe von ungefähr 150 Metern über dem heutigen Meeresspiegel.

## Archäologische Funde
In der Höhle (einem Abri in einem Ökoton zwischen tropischem Wald und Savanne, das seit 2010 erforscht wird) wurde u. a. Steingerät aus bis zu 78.000 Jahre alten Schichten geborgen; die jüngsten Funde einer nahezu ununterbrochenen Nutzung der Höhle durch den Menschen stammen aus dem Holozän.
Insgesamt wurden während der ersten Grabungsperiode zwischen 2010 und 2013 mehr als 30.000 Steinartefakte geborgen, ferner mehrere bearbeitete Knochen, 17 Bruchstücke von Ocker und mehrere Dutzend Perlen aus Schalen von Straußen-Eiern und von Meeresschnecken der Gattung Conus. Die Conus-Perlen sind bis zu rund 65.000 Jahre alt, die Straußen-Perlen sind rund 25.000 Jahre alt. Die Ocker-Stücke stammen aus mehreren Fundhorizonten und sind teils 48.000 Jahre, teils 25.000 Jahre alt.

## Kindergrab
Bereits 2013 stießen die Forscher im Eingangsbereich der Höhle, rund drei Meter unter dem heutigen Höhlenboden, auf eine flache, runde Grube mit einer Ansammlung von Knochen, die jedoch erst 2017 vollständig freigelegt wurden. Die stark zersetzten Knochen wurden zunächst mit einer Ummantelung aus Gips stabilisiert, danach als Blockbergung ins Nairobi National Museum gebracht und schließlich in Burgos im Centro Nacional de Investigación sobre la Evolución Humana (CENIEH) präpariert.
Anhand der erhaltenen Zähne konnten die Forschenden rekonstruieren, dass die Knochen von einem zweieinhalb- bis dreijährigen Kind stammten, das später den Spitznamen Mtoto erhielt, was auf Swahili „Kind“ bedeutet. Die Anordnung der Knochen deutete darauf hin, dass das Kind unversehrt in der Grube abgelegt worden war, man also keine Sekundärbestattung der Knochen entdeckt hatte. Mikroskopische Untersuchungen des an die Knochen angrenzenden Erdreichs bestätigten die Vermutung, dass der Leichnam unmittelbar nach der Bestattung mit Erde bedeckt wurde und in seinem Grab verweste. Da der Leichnam auf der rechten Seite liegend und mit zur Brust gezogenen Knien gefunden wurde, geht das Forschungsteam zudem davon aus, „dass das Begräbnis sorgfältig vorbereitet und der Körper hierfür eng umhüllt“ wurde. Die Position des Kopfes in der Grube deute ferner darauf hin, „dass er auf einer Unterlage gelegen haben könnte, zum Beispiel auf einem Kissen.“ Dies sei möglicherweise ein Hinweis auf einen Bestattungsritus.
Die Thermolumineszenzdatierung des Fundes ergab ein Alter von 78.000 Jahren. Damit handelt es sich um die älteste bekannte Bestattung eines Menschen in Afrika.

## Belege
1. ↑  Ceri Shipton et al.: 78,000-year-old record of Middle and Later stone age innovation in an East African tropical forest. In: Nature Communications. Band 9, Artikel-Nr. 1832, 2018, doi:10.1038/s41467-018-04057-3.
2. ↑  María Martinón-Torres, Francesco d’Errico, Elena Santos et al.: Earliest Known Human Burial in Africa. In: Nature. Band 593, 2021, S. 95–100, doi:10.1038/s41586-021-03457-8.
3. 1 2  Ältestes menschliches Begräbnis in Afrika. Auf: mpg.de vom 5. Mai 2021.

Koordinaten: 3° 40′ 41,9″ S, 39° 44′ 10″ O